# Принцеса та гоблін
Принцеса та гоблін (англ. The Princess and the Goblin) — це дитячий фентезійний роман Джорджа Макдональда. Він був опублікований у 1872 році видавництвом Strahan & Co. з чорно-білими ілюстраціями Артура Г'юза. Strahan опублікував історію та ілюстрації як серіал у щомісячному журналі «Good Words for the Young», починаючи з листопада 1870 року.
Енн Такстер Ітон (англ. Anne Thaxter Eaton) у своїй книзі «Критична історія дитячої літератури» (англ. A Critical History of Children's Literature) пише, що «Принцеса та Гоблін» і його продовження «тихо навіюють у кожному епізоді ідеї мужності й честі». Джеффрі Холдевей у виданні «New Zealand Art Monthly» зазначив, що обидві книги починаються як «звичайні казки, але поступово стають дивнішими», і що вони містять шари символізму, подібні до робіт Льюїса Керролла.

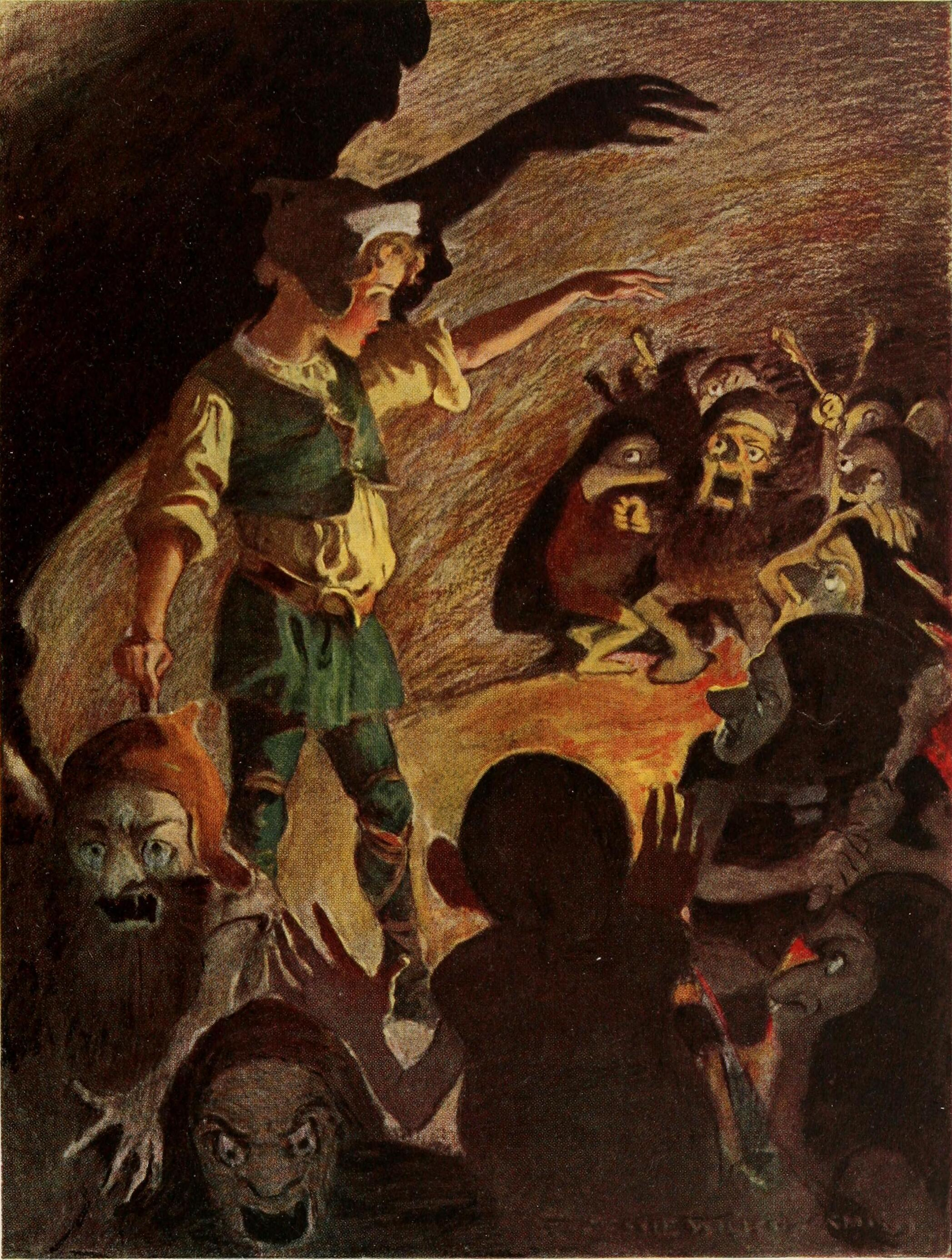
«Принцеса та гоблін», ілюстрації Джессі Віллкокс Сміт, 1920 рік

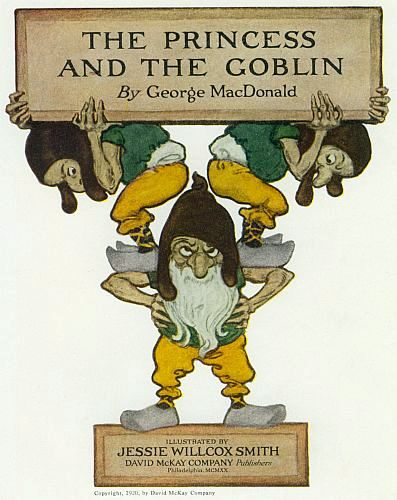
Ілюстрації Джессі Віллкокс Сміт з роману «Принцеса та гоблін», 1920 рік

## Сюжет
Восьмирічна принцеса Ірен живе самотнім життям у замку в похмурому гірському королівстві, маючи за компанію лише свою няню. Її батько, король, зазвичай відсутній, а мати померла. Невідомо для неї, що в сусідніх шахтах живе раса гоблінів, давно вигнаних із королівства, які жадають помсти своїм людським сусідам. Одного дощового дня принцеса досліджує замок і знаходить таємничу даму, яка називає себе тезкою Ірен і її прапрабабусею. Наступного дня принцеса Ірен виходить назовні, але її переслідують гобліни, і її рятує молодий шахтар Курді.
Під час роботи в шахтах Курді підслуховує розмову гоблінів і дізнається їхню слабкість: вони мають дуже м'які й уразливі ноги. Він також чує, що гобліни планують затопити шахту. Ірен збирається знову зустрітися зі своєю прапрабабусею, але злякалася кота і втекла на гору; світло з вежі прапрабабусі веде її додому. Прапрабабуся дає Ірен кільце з невидимою ниткою, яка постійно з'єднує її з домом.
Коли Курді досліджує територію гоблінів, його помічають, і він починає наступати на ноги гоблінів із великим успіхом; коли ж він намагається наступити на ноги королеви, вона не постраждала через свої кам'яні черевики. Гобліни ув'язнюють Курді, але магічна нитка Ірен веде її до його порятунку. Курді краде один із кам'яних черевиків гоблінської королеви. Ірен приводить Курді до своєї прапрабабусі, але та видима тільки для Ірен. Курді дізнається, що гобліни риють тунель у шахтах у напрямку до королівського палацу, де планують викрасти принцесу й видати її заміж за принца-гобліна Хареліпа. Курді попереджає охоронців палацу, але його ув'язнюють, і він заражається лихоманкою через поранення ноги, доки прапрабабуся Ірен не зцілює його.
Гобліни приходять, щоб викрасти принцесу, але Курді тікає з в'язниці й наступає на ноги гоблінів. Він слідує за магічною ниткою до сховища Ірен у своєму власному домі й повертає її до короля. Коли гобліни затоплюють шахти, вода потрапляє в палац, і Курді попереджає інших; гобліни тонуть. Король пропонує йому стати його охоронцем, але Курді відмовляється, кажучи, що не може залишити свою матір і батька. Замість цього він приймає нову червону спідницю для матері.

## Екранізація
У 1960-х роках роман був адаптований в анімаційній формі Джей Уордом для його серіалу «Розбиті казки» (англ. Fractured Fairy Tales). У цій версії гобліни були невинними й були змушені жити під землею. Потворний король гоблінів закохується в прекрасну принцесу, але принц рятує її, декламуючи вірші, бо гобліни їх ненавидять.
1992 року була випущена повнометражна анімаційна адаптація книги, режисером якої став Йожеф Гемеш. Ця угорсько-валлійсько-японська співпраця, створена на студіях PannóniaFilm (Будапешт), NHK (Японія), S4C та Siriol Productions (Великобританія), озвучували Джосс Акланд (англ. Joss Ackland), Клер Блум, Вільям Гуткінс (англ. William Hootkins) і Рік Мейалл (англ. Rik Mayall). Продюсер фільму Робін Лайонс (англ. Robin Lyons) також написав сценарій і озвучив короля гоблінів. Проте після релізу в США фільм не мав успіху ні комерційного, ні критичного, зібравши лише 1,8 мільйона доларів у прокаті й отримавши переважно негативні відгуки, особливо на тлі надзвичайного успіху анімаційного фільму «Король Лев» від Disney, який вийшов того самого місяця у США.
Назва фільму голландською — «De Prinses van het Zonnevolk» (Принцеса з Сонячного народу), ісландською — «Prinsessan og durtarnir» (Принцеса і тролі), французькою — «La princesse et la forêt magique» (Принцеса і магічний ліс).

## Інші адаптації
- «Принцеса та Гобліни» — це також назва поеми Сильвії Плат (1932—1963).
- Ширлі Темпл зіграла принцесу Ірен у телевізійній версії, де сюжет йде за основною лінією Макдональда, але опускає темніші елементи й більше схоже на комедію. Ірен і Курді зображені як молоді дорослі, а не діти (із натяками на початок романтичних стосунків), а гоблінів прощають і вони виправляються.
- Це була одна з книг у колекції «100 класичних книг» для Nintendo DS.
- Твайла Тарп використала цю історію у своєму повнометражному балеті з такою ж назвою, як і в її першому проєкті, що включав дітей, і був замовлений спільно Атлантським балетом і Королівським балетом Вінніпега у 2012 році.[5]

## Продовження
Продовженням цієї книги є «Принцеса та Курді».
- Автор Дуглас Андерсон вважає, що зображення гоблінів у творах Толкіна були значно впливовими саме завдяки гоблінам із «Принцеси та Гобліна».[6]
- У романі К. С. Льюїса «Ця огидна міць» (англ. That Hideous Strength) Елвін Ренсом каже, що живе «як король у Керді», і пізніше в романі Джейн Студдок читає «Книги Керді».
- Ґілберт Кіт Честертон писав про «Принцесу і Гобліна»:

Я можу особисто підтвердити, що ця книга справила на мене велике враження і допомогла мені сприймати світ певним чином, погляд, який не змінила навіть така глибока революція, як зміна релігійної приналежності. З усіх історій, які я читав, включаючи всі романи того ж автора, ця залишається для мене найбільш реальною, найбільш подібною до життя.